# 그레그 박
그레그 박(영어: Greg Pak 그레그 팩[*], 1968년 8월 23일 ~ )은 미국의 영화 감독, 만화가이다. 마블 코믹스의 《엑스맨》과 《헐크》 시리즈로 유명하다.

## 약력
텍사스주 댈러스에서 태어났고 힐크레스트 고등학교(Hillcrest High School)를 졸업했다. 예일 대학교에서 정치학을 전공하고 옥스퍼드 대학교에서 역사학을 전공했다. 옥스퍼드 재학중 영화 동아리에 들었다가 영화 제작에 뜻을 두고 이후 옥스퍼드 대학원에서 공부한 영화 제작 기법을 바탕으로 다양한 단편영화를 찍었다. 2002년 첫 장편영화 《로봇 이야기》(Robot Stories)를 완성하였고 이것이 큰 호평을 받아 각종 영화제에서 상을 휩쓸었다.
한편 마블 코믹스에 《로봇 이야기》의 대본을 보낸 것을 계기로 만화 업계에서도 일하게 되었는데, 〈워록〉 이야기와 《엑스맨: 피닉스 엔드송》으로 주목을 받았다. 그리고 《인크레더블 헐크》 시리즈에서 최고의 이야기로 찬사 받는 〈플래닛 헐크〉 스토리로 실력 있는 중견 만화 작가로 자리잡는 데 성공한다.
2013년에는 DC 코믹스에서 《배트맨/슈퍼맨》의 스토리를 담당하게 되었다.